# Ecleziast
Ecleziastul (din limba greacă: Ἐκκλησιαστής, original numită Qoheleth ebraică: קֹהֶלֶת‎‎, cu sensul de "Predicatorul" sau "Convocatorul") este o carte din Vechiul Testament. Încă de la început se afirmă că această carte conține cuvintele Eclesiastului, fiul lui David, împăratul Ierusalimului.
Kohelet proclamă că toate acțiunile umane sunt hevel, „vapori” sau „respirație”, adică „nesubstanțiale”, „deșarte” sau „inutile”, întrucât viața oamenilor înțelepți și a celor nebuni se termină cu moartea. Kohelet susține înțelepciunea ca mijloc pentru o viață pământească bine trăită. Autorul sugerează că ființele umane ar trebui să se bucure de plăcerile simple ale vieții de zi cu zi, cum ar fi să mănânce, să bea și să se bucure de munca proprie, care sunt daruri din mâna lui Dumnezeu. Cartea se încheie cu ordinul de a se „teme de Dumnezeu și de a păzi poruncile Lui; căci aceasta este toată datoria fiecăruia. Întrucât fiecare fapt va aduce Dumnezeu la judecată, pentru orice fapt ascuns, fie el bun sau rău”. 

## Structură
Ecleziastul este prezentat ca biografie a „Kohelet” sau „Qoheleth”; povestea sa este  încadrată de vocea naratorului, care se referă la Kohelet la în persoana a treia, își laudă înțelepciunea, dar îi amintește cititorului că înțelepciunea are limitele sale și nu este principala preocupare a omului. Kohelet raportează ceea ce a planificat, a făcut, a experimentat și a gândit, dar călătoria sa către cunoaștere este, în cele din urmă, incompletă; cititorul nu trebuie doar să audă înțelepciunea lui Kohelet, ci să-și observe călătoria către înțelegerea și acceptarea frustrărilor și incertitudinilor vieții: călătoria în sine este importantă.
Puține dintre numeroasele încercări de a descoperi o structură subiacentă Eclesiastului s-au confruntat cu o acceptare largă; printre acestea, următorul este unul dintre cele mai influente:
- Titlu (1: 1)
- Poezia inițială (1: 2-11)
- I: Investigarea vieții lui Kohelet (1: 12–6: 9)
- II: Concluziile lui Kohelet (6: 10-11: 6)
  - Introducere (6: 10-12)
  - A: Omul nu poate descoperi ce este bine să facă (7: 1–8: 17)
  - B: Omul nu știe ce va veni după el (9: 1-11: 6)
- Poezie finală (11: 7-12: 8)
- Epilog (12: 9-14)

În ciuda acceptării de către unii a acestei structuri, au existat multe critici puternice, precum cea a lui Fox: „Structura propusă de [Addison G. Wright] nu are mai mult efect asupra interpretării decât o fantomă din pod. O structură literară sau retorică ar trebui nu doar „să fie acolo”; trebuie să „facă” ceva. Ar trebui să ghideze cititorii în recunoașterea și amintirea parcursului de gândire al autorului.”
Versetul 1: 1 este o suprascriere, echivalentul vechi al unei pagini de titlu: introduce cartea ca „cuvintele lui Kohelet, fiul lui David, rege în Ierusalim.”
Majoritatea comentatorilor moderni, deși nu toți, consideră epilogul (12: 9-14) ca o adăugire a unui scrib ulterior. Unii au identificat anumite alte afirmații ca adăugiri suplimentare menite să facă cartea mai ortodoxă din punct de vedere religios (de exemplu, afirmațiile dreptății lui Dumnezeu și nevoia de evlavie).
S-a propus ca textul să fie compus din trei voci distincte. Primul îi aparține lui Qoheleth ca profet, „vocea adevărată a înțelepciunii” care vorbește la persoana întâi, relatând înțelepciunea prin propria sa experiență. Cea de-a doua voce îi aparține lui Qoheleth ca rege al Ierusalimului, care este mai didactic și astfel vorbește în primul rând în afirmații imperative la persoana a doua. A treia voce este cea a autorului epilogului, care vorbește proverbial la persoana a treia. Autorul epilogului este cel mai identificat prin ce se constată în versetelor prime și finale ale cărții. Ecleziastul ar trebui apoi citit ca un dialog între aceste voci, sugerează  Kyle R. Greenwood.

## Rezumat
Introducerea în zece versete din versetele 1: 2-11 sunt cuvintele naratorului cadrului; ele stabilesc starea de spirit pentru ceea ce urmează. Mesajul lui Kohelet este că nimic nu are sens.
După introducere vin cuvintele lui Kohelet. Ca rege, el a experimentat totul și a făcut totul, dar nimic nu este în cele din urmă de încredere. Moartea nivelează toate. Singurul bine este să te împărtășești din viață în prezent, pentru că bucuria este din mâna lui Dumnezeu. Totul este ordonat în timp și oamenii sunt supuși timpului spre deosebire de caracterul etern al lui Dumnezeu. Lumea este plină de nedreptate, pe care numai Dumnezeu o va judeca. Dumnezeu și oamenii nu aparțin aceluiași tărâm și, prin urmare, este necesar să avem o atitudine corectă în fața lui Dumnezeu. Oamenii ar trebui să se bucure, dar nu ar trebui să fie lacomi; nimeni nu știe ce este bine pentru omenire; neprihănirea și înțelepciunea ne scapă. Kohelet reflectează asupra limitelor puterii umane: toți oamenii se confruntă cu moartea, iar moartea este mai bună decât viața, dar ar trebui să ne bucurăm de viață atunci când putem. Lumea este plină de riscuri: el oferă sfaturi despre viața cu riscuri, atât politice, cât și economice. Muritorii ar trebui să se bucure când pot, pentru că poate veni un moment în care nimeni nu mai poate. Cuvintele lui Kohelet se termină cu imagini ale naturii care se lâncezește și ale omenirii care se îndreaptă spre mormânt.
Naratorul cadrului se întoarce cu un epilog: cuvintele înțelepților sunt dure, dar sunt aplicate pe măsură ce păstorul aplică lovituri și ciupituri turmei sale. Sfârșitul cărții rezumă mesajul său: „Temeți-vă de Dumnezeu și păziți poruncile Lui, pentru că Dumnezeu va aduce la judecată fiecare faptă.” Unii cercetători sugerează 12: 13-14 au fost un adaos de un autor mai ortodox decât scriitorul original; alții consideră că este probabil opera autorului original.

## Compoziție

### Titlu, dată și autor
Cartea își ia numele din grecescul  ekklesiastes , o traducere a titlului prin care figura centrală se referă la el însuși:  Kohelet , adică ceva de genul „cel care convoacă sau se adresează unei adunări”. Conform tradiției rabinice, Ecleziastul a fost scris de Solomon la bătrânețe (o tradiție alternativă că „Ezechia și colegii săi au scris Isaia,  Proverbe, Cântarea Cântărilor și Ecleziastul” probabil înseamnă pur și simplu că cartea a fost editată sub domnia lui Ezechia), dar cercetătorii critici au respins de mult ideea unei origini pre-exilice. Prezența cuvintelor de împrumut  persane și  aramaismelor indică o dată nu mai devreme de aproximativ 450 î.Hr., în timp ce cea mai recentă dată posibilă pentru compunerea sa este 180 î.Hr., când scriitorul evreu Ben Sira citează din aceasta. Disputa cu privire la faptul dacă Ecleziastul aparține perioadelor  persane sau  elenistice (adică partea anterioară sau ulterioară a acestei perioade) în jurul gradului de elenizare (influență a culturii și gândirii grecești) prezent în carte. Cărturarii care susțin o dată persană (c. 450-330 î.Hr.) susțin că există o lipsă completă de influență greacă; cei care susțin o dată elenistică (c. 330–180 î.Hr.) susțin că prezintă dovezi interne ale gândirii și contextului social grecesc.
De asemenea, nerezolvat este dacă autorul și naratorul lui Kohelet sunt una și aceeași persoană. Ecleziastul trece în mod regulat între citatele de la persoana a treia ale lui Kohelet la reflecțiile de la persoana întâi asupra cuvintelor lui Kohelet, ceea ce ar indica că cartea a fost scrisă mai degrabă ca un comentariu la pildele lui Kohelet, decât ca o mărturie scrisă de el însuși a spuselor sale. Unii cercetători au susținut că structura narativă la persoana a treia este un dispozitiv literar artificial similar Unchiului Remus, deși descrierea Koheletului din 12: 8-14 pare să favorizeze o persoană istorică ale cărei gânduri sunt prezentate de narator. Cu toate acestea, întrebarea nu are nicio importanță teologică, iar un savant (Roland Murphy) a comentat că Kohelet el însuși ar fi considerat timpul și ingeniozitatea puse în interpretarea cărții sale ca „încă un exemplu al  inutilității efortului uman”.

### Gen literar și fundal istoric
Ecleziastul și-a luat forma literară din tradiția Orientului Mijlociu a autobiografiei fictive, în care un personaj, adesea rege, își relatează experiențele și trage lecții din ele, adesea autocritice: Kohelet se identifică de asemenea ca rege, vorbește despre căutarea înțelepciunii, relatează concluziile sale și recunoaște limitările sale. El aparține categoriei literaturii înțelepciunii, corpul scrierilor biblice care oferă sfaturi despre viață, împreună cu reflecții asupra problemelor și semnificațiilor sale - alte exemple includ Cartea lui Iov,  Proverbe și unii dintre  Psalmi. Ecleziastul se deosebește de celelalte cărți biblice ale Înțelepciunii prin faptul că este profund sceptic cu privire la utilitatea Înțelepciunii în sine. Ecleziastul a influențat la rândul său lucrările deuterocanonice Înțelepciunea lui Solomon și Ben Sirah, ambele conțin respingeri vocale ale filozofiei ecleziastice a inutilității.
Înțelepciunea a fost un gen popular în lumea antică, unde a fost cultivată în cercuri de scribi și îndreptată către bărbați tineri care urmau să se angajeze în cariere în înalta oficialitate și curți regale; există dovezi puternice că unele dintre aceste cărți, sau cel puțin ziceri și învățături, au fost traduse în ebraică și au influențat Cartea Proverbelor, iar autorul Eclesiastului era probabil familiarizat cu exemple din Egipt și Mesopotamia. Este posibil să fi fost influențat și de filosofia greacă, în special de școlile stoicismului, care susțineau că toate lucrurile sunt destinate și epicurianism, care susținea că fericirea era cel mai bine urmărită prin cultivarea liniștită a plăcerilor mai simple ale vieții.
Ecleziastul este o carte înțelepciune negativă (prin înțelepciune pozitivă se înțelege „bine faci, bine găsești”).
Dar Ecleziastul și Cartea lui Iov au următoarele caracteristici conforme cu scrierile de înțelepciune:
- internaționale și cosmopolite;[25]
- grupul țintă este clasa superioară;[25]
- laudă înțelepciunea.[25]

### Canonicitate
Prezența Ecleziastului în Biblie este un fel de enigmă, deoarece temele comune ale canonului ebraic - un Dumnezeu care dezvăluie și răscumpără, care alege și are grijă de un popor ales - sunt absente din el, ceea ce sugerează că acest Kohelet și-a pierdut credința la bătrânețe. Înțelegerea cărții a fost un subiect al primelor discuții înregistrate (ipoteticul conciliu de la Jamnia din secolul I e.n.). Un argument avansat la acel moment a fost că numele lui Solomon avea suficientă autoritate pentru a asigura includerea acestuia; cu toate acestea, alte lucrări care au apărut cu numele lui Solomon au fost excluse în ciuda faptului că sunt mai ortodoxe decât Eclesiastul. Un altul a fost acela al cuvintelor epilogului, în care cititorului i se spune să se teamă de Dumnezeu și să-i respecte poruncile, să-l facă ortodox; dar toate încercările ulterioare de a găsi ceva în restul cărții care să reflecte această ortodoxie au eșuat. O sugestie modernă tratează cartea ca pe un dialog în care afirmații diferite aparțin unor voci diferite, Kohelet însuși răspunzându-le și respingând opiniile neortodoxe, dar nu există indicatori expliciți în acest sens în carte, așa cum există (de exemplu) în Cartea lui Iov. O altă sugestie este că Ecleziastul este pur și simplu cel mai extrem exemplu de tradiție a scepticismului, dar niciunul dintre exemplele propuse nu se potrivește cu Ecleziastul pentru o negare susținută a credinței și a îndoielii în bunătatea lui Dumnezeu. „Pe scurt, nu știm de ce și cum această carte a nimerit într-o companie atât de selectă”, rezumă Martin A. Shields în cartea sa din 2006 „Sfârșitul înțelepciunii: o reevaluare a funcției istorice și canonice a Ecclesiastului”.

## Teme
Temele Ecleziastului sunt neclare pentru comentatorii biblisticii moderne: dacă este pozitiv și afirmă viața sau este profund pesimist; dacă este coerent sau incoerent, perspicace sau confuz, ortodox sau heterodox; dacă mesajul final al cărții este să-l copieze pe Kohelet, omul înțelept, sau să evite erorile sale. Uneori, Kohelet ridică întrebări profunde; el „s-a îndoit de fiecare aspect al religiei, de la chiar idealul dreptății, până la ideea tradițională de justiție divină pentru indivizi”. Unele pasaje ale Eclesiastului par să contrazică alte porțiuni ale Vechiului Testament și chiar pe el însuși. Talmudul chiar sugerează că rabinii au considerat cenzurarea Ecleziastului datorită contradicțiilor sale aparente. O sugestie pentru rezolvarea contradicțiilor este citirea cărții ca înregistrarea căutării lui Kohelet pentru cunoaștere: judecățile opuse (de exemplu, „morții sunt mai bine decât cei vii” (4: 2) vs. „un câine viu este mai bine decât un leu mort” (9: 4) sunt, prin urmare, provizorii) , și numai la încheierea cărții este pronunțat verdictul (11-12: 7). În această lectură, zicalele lui Kohelet sunt capricii, concepute pentru a provoca dialog și reflecție în cititorii săi, mai degrabă decât pentru a ajunge la concluzii premature dar sigure pe sine.
Subiectele Ecleziastului sunt durerea și frustrarea provocate de observarea și meditarea asupra neajunsurilor și inechităților care pătrund în lume, inutilitatea faptelor umane și limitările înțelepciunii și dreptății. Expresia „sub soare” apare de douăzeci și nouă de ori în legătură cu aceste observații; toate acestea coexistă cu o credință fermă în Dumnezeu, a cărui putere, dreptate și imprevizibilitate sunt suverane. Istoria și natura se mișcă în cicluri, astfel încât toate evenimentele să fie predeterminate și neschimbabile, iar viața nu are sens sau scop: omul înțelept și omul care nu studiază înțelepciunea vor muri și vor fi uitați: omul ar trebui aibă venerație („Frica lui Dumnezeu”), dar în această viață cel mai bine este să te bucuri pur și simplu de darurile lui Dumnezeu.

## Iudaism
În iudaism, Ecleziastul este citit fie pe Shemini Atzeret (de către yemeniți, italieni, unii sefarzi și ritul evreiesc francez medieval), fie pe Sabat din Zilele intermediare din Sukkot  (de așkenazi). Dacă nu există sabatul intermediar al lui Sukkot, așkenazii îl citesc și pe Shemini Atzeret (sau, în Israel, în primul Sabat din Sukkot). Este citit pe Sukkot ca un memento să nu te prindă prea mult de festivitățile sărbătorii și să duci fericirea Sukkot-ului în restul anului spunând ascultătorilor că, fără Dumnezeu, viața nu are sens.
Poezia finală a lui Kohelet (Ecclesiastes 12: 1–8) a fost interpretată în Targum, Talmud și Midrash și de către rabinii Rashi, Rashbam și  ibn Ezra ca alegorie a bătrâneții.

## Catolicism
Ecleziastul a fost citat în scrierile liderilor  catolici istorici și actuali. De exemplu, doctorii Bisericii au citat Eclesiastul.  Sf. Augustin de Hipona a citat Eclesiastul în Cartea XX din   Orașul lui Dumnezeu . Sf. Toma de Aquino a citat Ecleziastul („Numărul proștilor este infinit”) în Summa Theologica.
Teologul Hans Urs von Balthasar a tematizat Eclesiastul în lucrarea sa de estetică teologică „Slava Domnului”. El îl descrie pe Qoheleth drept „un  critic transcendentalist avant la lettre”, al cărui Dumnezeu este îndepărtat de lume și al cărui  kairos  este o „formă de timp care este el însuși gol de sens”. Pentru Balthasar, rolul Eclesiastului în canonul biblic este acela de a reprezenta „dansul final din partea înțelepciunii, [concluzia] căilor omului”, un punct final logic pentru desfășurarea înțelepciunii umane în Vechiul Testament, care deschide calea pentru apariția Noului Testament.
Cartea continuă să fie citată de papi recenți, inclusiv Papa Ioan Paul al II-lea și Papa Francisc. Papa Ioan Paul al II-lea, în audiența sa generală din 20 octombrie 2004, l-a numit pe autorul Eclesiastului „un înțelept biblic antic” a cărui descriere a morții „face ca lipirea frenetică de lucrurile pământești să fie complet lipsită de sens.” Papa Francisc a citat Ecleziastul la adresa sa din 9 septembrie 2014. Vorbind despre oameni deșerți, el a spus: „Câți creștini trăiesc pentru aparențe? Viața lor pare a fi un balon de săpun”.